# Prezelle
Prezelle là một đô thị của in the district Lüchow-Dannenberg, bang Niedersachsen, Đức. Đô thị này có diện tích 41,51 km².